# Hexafluorophosphate de sodium
L'hexafluorophosphate de sodium est un composé chimique de formule NaPF6. Il s'agit d'un solide blanc inodore hygroscopique et soluble dans l'eau. Il cristallise dans le système cubique avec le groupe d'espace Fm3m (no 225).
On peut l'obtenir par réaction du pentachlorure de phosphore PCl5 avec le chlorure de sodium NaCl et le fluorure d'hydrogène HF :
PCl5 + NaCl + 6 HF ⟶ Na[PF6] + 6 HCl.